# Первый Чемпионшип Футбольной лиги Северной Ирландии
Первый Чемпионшип Футбольной лиги Северной Ирландии (англ. NIFL Championship 1) — вторая футбольная лига в системе лиг Северной Ирландии. Чемпионшип спонсируется Belfast Telegraph и официально называется Belfast Telegraph Championship. 

## История
Был основан в 2008 году как промежуточная Премьер-Лига из членов предыдущей Промежуточной Лиги ИФА, которые отвечали новым более строгим критериям членства, , и изначально называлась Чемпионшип ИФА.  В 2009 году она была разделена на два дивизиона: Чемпионшип 1 и 2 повышенями и понижениями между ними.  В 2013 году Чемпионшип и Премьершип ИФА были заменены единой Футбольной лигой Северной Ирландии, независимой от Ирландской футбольной ассоциации (ИФА). Футбольная лига Северной Ирландии частной компанией, которая имеет 40 членов клубов из Премьершипа, Чемпионшипов 1 и 2, каждый и которых является акционером.
С 2016 года, Чемпионшип 1 приобретет статус профессиональной, продолжая Чемпионшип Футбольной лиги Северной Ирландии, в то время как Чемпионшип 2 продолжит работу в качестве промежуточной Премьер-Лиги, сохраняя свою промежуточный статус до реструктуризации 2017 года. Чемпионшип 2 будет иметь 16 команд, и вместе с Премьершипом и Чемпионшипом Футбольной лиги Северной Ирландии, поможет повысить рейтинг УЕФА Северной Ирландии и  получить 2 автоматических места в групповых этапах Лиге чемпионов УЕФА и Лиги Европы УЕФА.

## Список клубов Сезона 2015/16
| - Ардс (Ньютаунардс) - Армаг Сити (Арма) - Балликлер Комрадс (Балликлер) - Бангор (Бангор) - Дергвью (Каслдерг) - Донегал Селтик (Белфаст) - Институт (Драмахоу) | - Кнокбреда (Белфаст) - Ларн (Ларн) - Лисберн Дистиллери (Лисберн) - Лофголл (Лофголл) - Лурган Селтик (Лурган) - Харлэнд и Вульф Велдерс (Белфаст) - Энней Юнайтед (Портадаун) |

## Список чемпионов
| - 2014/2015 Каррик Рейнджерс - 2013/2014 Институт - 2012/2013 Ардс - 2011/2012 Баллинамаллард Юнайтед - 2010/2011 Каррик Рейнджерс - 2009/2010 Лофголл - 2008/2009 Портадаун - 2007/2008 Лофголл - 2006/2007 Институт - 2005/2006 Крузейдерс - 2004/2005 Армаг Сити - 2003/2004 Лофголл - 2002/2003 Бэллимани Юнайтед - 2001/2002 Мойола Парк - 2000/2001 Дандела - 1999/2000 Дандела | - 1998/1999 Чимни Корнер - 1997/1998 Лофголл - 1996/1997 Лофголл - 1995/1996 Лофголл - 1994/1995 Лофголл - 1993/1994 Дандела - 1992/1993 Лимавади Юнайтед - 1991/1992 Дандела - 1990/1991 Дандела - 1989/1990 Дандела - 1988/1989 Балликларе Комрадс - 1987/1988 Дандела - 1986/1987 Royal Ulster Constabulary - 1985/1986 Дандела - 1984/1985 Чимни Корнер - 1983/1984 Лимавади Юнайтед | - 1982/1983 Каррик Рейнджерс - 1981/1982 Дандела - 1980/1981 Ньюри Сити - 1979/1980 Балликларе Комрадс - 1978/1979 Каррик Рейнджерс - 1977/1978 Балликларе Комрадс - 1976/1977 Каррик Рейнджерс - 1975/1976 Линфилд II - 1974/1975 Каррик Рейнджерс - 1973/1974 Балликларе Комрадс - 1972/1973 Каррик Рейнджерс - 1971/1972 Ларн - 1970/1971 Ларн - 1969/1970 Ларн - 1968/1969 Ларн - 1967/1968 Дандела | - 1966/1967 Ларн - 1965/1966 Ларн - 1964/1965 Ларн - 1963/1964 Ларн - 1962/1963 Балликларе Комрадс - 1961/1962 Каррик Рейнджерс - 1960/1961 Балликларе Комрадс - 1959/1960 Ньюри Сити - 1958/1959 Гленторан II - 1957/1958 Ардс II - 1956/1957 Ларн - 1955/1956 Бэнбридж Таун - 1954/1955 Ларн - 1953/1954 Клифтонвилл II - 1952/1953 Линфилд II - 1951/1952 Линфилд II |